# Eliza Branco

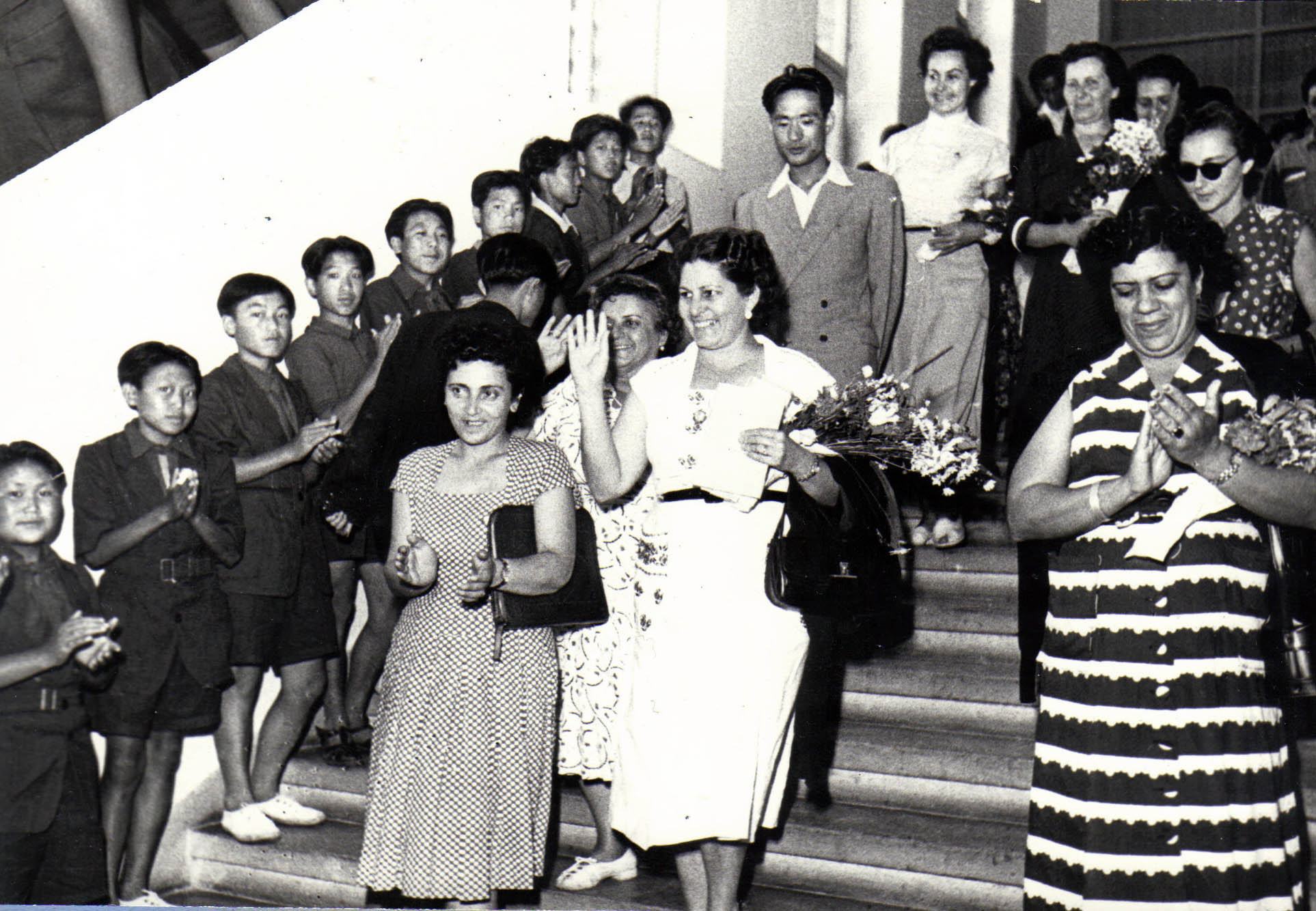
Eliza Branco beim Empfang des Internationalen Stalin-Friedenspreises, koreanische Kinder im Hintergrund

Eliza Branco Batista (geb. 29. Dezember 1912 in Barretos; gest. 8. Juni 2001 in São Paulo) war eine brasilianische Frauen- und Friedensaktivistin.

## Leben
Branco erlernte den Beruf einer Textilarbeiterin. Nach dem Zweiten Weltkrieg engagierte sie sich beim Brasilianischen Frauenverband, Landesverband São Paulo, und wurde Mitglied im Partido Comunista Brasileiro (PCB). Von 1949 bis 1960 war sie Vizepräsidentin im Rat der Brasilianischen Friedensbefürworter (Movimento Brasileiro dos Partidários da Paz). Im September 1950 protestierte sie gegen die Versendung von brasilianischen Soldaten nach Korea, wofür sie eine Gefängnisstrafe von vier Jahren und drei Monaten erhielt. Unter dem Druck der Öffentlichkeit wurde sie im September 1951 wieder freigelassen. Von 1951 bis 1965 war sie Mitglied beim Weltfriedensrat. 1952 wurde Branco mit dem Internationalen Stalin-Friedenspreis ausgezeichnet.